# Google Pixel Buds
Pixel Buds是由Google開發和銷售的無線耳機。Google於2017年10月4日在Google發布會上推出，並在Google Store上以159美元的價格預購。內置Google智能助理並支持Google翻譯。
Pixel Buds的特點是包含了智能語音助手Google智能助理。這使得耳機可以實時翻譯對話，以及其他標準功能，如網絡搜索和媒體連接。支持翻譯40種不同的語言。
Pixel Buds有很多負面評價，其中許多批評針對其外殼設計不討喜。
第二代Pixel Buds于2019年10月15日发布。
2021年6月，谷歌发布了Pixel Buds A 系列。2022年5月，谷歌发布了Pixel Buds Pro，其具有主动降噪功能。2024年8月，谷歌发布了Pixel Buds Pro 2。這款耳機配备了Gemini，而且主动降噪功能也得到改進。

## 另見
- Apple AirPods
- Samsung Gear IconX